# Cyclostomella
Cyclostomella — рід грибів родини Parmulariaceae. Назва вперше опублікована 1896 року.

## Класифікація
До роду Cyclostomella відносять 4 види:
- Cyclostomella atramentaria
- Cyclostomella disciformis
- Cyclostomella oncophora
- Cyclostomella theissenii